# Srednja pot
Srednja pot (pali: majjhimā paṭipadā; sanskrt: madhyamā-pratipad) je izraz, ki ga je Siddhartha Gavtama uporabil za opis značaja plemenite osemčlene poti, ki jo je odkril in ki vodi do odrešitve.
V mahajanskem budizmu se srednja pot nanaša na vpogled v praznino, ki sega onstran nasprotnih polov obstoja.

## Theravada
V  palijskem kanonu theravadskega budizma Buda izraz srednja pot uporablja v svojih prvih učenjih (Dhammačakkappavattana sutta) za opis plemenite osemčlene poti, ki je pot med skrajnostma askeze in čutnega vdajanja.
Kasneje se tudi v palijski književnosti pojavlja izraz srednja pot, ki se nanaša na Budova učenja o soodvisnem nastanku, ki je svetovni nazor med skrajnostma eternalizma in uničenja.

### Plemenita osemčlena pot
Izraz srednja pot se uporablja v Dhammačakkappavattana sutti, ki je prvo učenje Bude po njegovem razsvetljenju. V tej sutti Buda opisuje srednjo pot kot pot zmernosti med skrajnostma čutnega vdajanja in askeze. Buda je menil, da je to pot modrosti.
Menihi, ti dve skrajnosti ne bi smel prakticirati tisti, ki je zapustil družinsko življenje. (Kaj sta ti dve skrajnosti?) Poznamo odvisnost od čutnih užitkov, ki je nizkotna, surova, pot običajnih ljudi, nevredna in nekoristna; nato pa je še odvisnost od samotrpinčenja, ki je boleče, nevredno in nekoristno.

Tathagata (»Popolni«) je realiziral srednjo pot, tako da se je izogibal obeh skrajnosti; ta pot daje vizijo, daje znanje ter vodi do miru, do vpogleda, do razsvetljenja in do nibbane. In kaj je ta srednja pot, ki jo je Tathagata realiziral...? To je plemenita osmera pot in nič drugega: pravilno razumevanje, pravilen namen, pravilen govor, pravilno delovanje, pravilen način življenja, pravilen trud, pravilno zavedanje in pravilna zbranost.
Sodeč po tradicionalni zgodbi je Buda poučeval Dhammačakkappavattana sutto skupini petih asketov, s katerimi je bil prej prakticiral izjemno samozanikanje. Zaradi tega osebnega konteksta, kot tudi zaradi širšega konteksta indijskih šramanskih praks, je svarilo zoper skrajnost (pali: antā) samotrpinčenja (pali: atta-kilamatha) in askeze še toliko bolj ustrezno.

### Soodvisen nastanek
Soodvisen nastanek (sanskrt: pratītyasamutpāda) opisuje obstoj predmetov in pojavov, ki so posledica vzrokov. Ko se vzrok spremeni ali izgine, se bo predmet ali pojav, ki izvira iz tega vzroka, tudi spremenil ali izginil; enako se bo zgodilo s predmeti ali pojavi, ki so odvisni od spreminjajočega se predmeta ali pojava. Zaradi tega ne obstaja ničesar, kar bi imelo večni jaz (sanskrt: ātman), temveč obstaja le vzajemno odvisen nastanek/izvor in obstoj.
Vendar odsotnost večnega jaza ne pomeni, da ni ničesar, kar obstaja. Zgodnji budizem zagovarja stvaren pristop, ki ne zanika obstoja kot takega, temveč zanika obstoj večnih in neodvisnih stvari. Ta nazor se imenuje srednja pot med eternalizmom in nihilizmom:
Nazor, ki pravi, da »oseba« obstaja v vzročni povezanosti odvisnega nastajanja, je v budistični filozofiji pogosto prikazan kot »sredina« med stališčem »eternalizma« (śaśvata-/sassata-vāda) in »nihilizma« (uccheda-vāda).

### Anatman
Soodvisen nastanek pravi, da tudi osebe nimajo osebnega bistva ali atmana. V theravadskih besedilih lahko takšno uporabo izraza »srednja pot« najdemo v palijskih komentarjih iz 5. stoletja n. št.:
Tathāgata uči dhammo uravnovešeno, ne da bi se nagibal h katerikoli izmed teh dveh skrajnosti — eternalizema in nihilizema — ki ju je brez pomisleka opustil. Uči tako, da sledi srednji poti. Kaj je ta dhamma? S pomočjo formule soodvisnega nastanka, se učinek pokaže v vzroku in izgine z izginotjem vzroka, vendar ni opisano gibalo ali oseba, ki to izkuša.
V Visuddhimaggi najdemo sledeče:
»Soodvisen nastanek« (paticca-samuppada) predstavlja srednjo pot, ki zavrača doktrini »kdor deluje tudi žanje« in »eden deluje, drugi pa žanje« (S.ii.20) ...
V palijskem kanonu se ta pogled ne imenuje dobesedno »srednja pot«, temveč mu pravijo »učenje iz sredine« (majjhena dhamma).

### Ponovno rojstvo
Pogojeno nastajanje je hkrati tudi logična osnova za ponovno rojstvo:
Pogojeno nastajanje je [...] »srednja pot«, ki se izogiba ekstremov »eternalizma« in »nihilizma«: preživetja večnega jaza ali popolnega uničenja osebe ob smrti.
V theravadski budistični soteriologiji ne obstaja trajni jaz, niti popolno uničenje »osebe« v trenutku smrti; obstaja le nastajanje in minevanje vzročno povezanih pojavov.
Pogojeno nastajanje opisuje tudi dvanajst faktorjev pogojenega izvora trpljenja, ki vodijo do ponovnega rojstva, od nevednosti do staranja in smrti, ter vzporedno (v obratnem vrstnem redu) soodvisno minevanje teh faktorjev (glej Soodvisen nastanek in Dvanajst nidan).

## Mahajana

### Madhjamaka
V mahajanskem budizmu filozofska šola madhjamake (»srednje poti«) zagovarja stališče srednje poti med metafizičnima trditvama, da stvari konec koncev ali obstajajo ali ne obstajajo. Nagardžunovi vplivni Stihi o srednji poti razlagajo uporabo izrazov za opisovanje resničnosti, kar vodi do vpogleda v praznino. Vsebuje tudi omembno besedila Kaccāyanagotta sutta iz Samjutta nikaje, katerega avtor naj bi bil Buda:
»Vse obstaja«: to je ena skrajnost. 

»Nič ne obstaja«: to je druga skrajnost. 

Z izogibanjem teh dveh skrajnosti, 

Tathagata dhammo uči po srednji poti...«"

### Kitajski budizem

#### Tendai
V tendaiski šoli se »srednja pot« nanaša na sintezo teze, da so vse stvari »prazne« in na antitezo, ki pravi, da imajo vse stvari empirični obstoj.

#### Čan
V čan ali zen budizmu srednja pot opisuje realizacijo osvobojenosti od enostranske perspektive, ki skrajnosti katere koli polarnosti dojema kot objektivno resničnost. V desetem poglavju Tribunske sutre Huineng daje navodila za poučevanje dharme. Huineng našteva šestintrideset temeljnih nasprotij zavesti in razlaga kako je pot prosta obeh skrajnosti:
Če nekdo sprašuje o posvetnem, uporabi parno nasprotje svetega; če nekdo sprašuje o svetem, uporabi parno nasprotje posvetnega. Vzajemna vzročnost Poti dvojnosti srednji poti da pomen. Zato pri posameznem vprašanju uporabimo posamezen par nasprotij, za druga vprašanja pa posamezen par, ki se na enak način ujema — na ta način ne izgubimo vodila. Na primer: »Recimo, da imamo osebo, ki nas vpraša: "Kaj je to, kar imenujemo tema?" Odgovori mu: "Svetloba je neposreden vzrok, tema pa je pomožni vzrok. Ko se svetloba konča, se pojavi tema. S pomočjo svetlobe se pojavi tema; s pomočjo teme se pojavi svetloba. Njuno pojavljanje in izginevanje sta vzajemno neposredna vzroka in postanega pomen srednje poti."«